# Симон де Больє
Симон де Больє (фр. Simon de Beaulieu; пом. 18 серпня 1297) — французький кардинал.

## Біографія
Він був сином Гі де Боулє, володаря феодального замку Боулє. Вивчав право в Паризькому університеті, отримавши докторський ступінь. У 1273 році став архідияконом Шартр і наступного року Пуатьє; також отримав ряд інших церковних привілеїв. У 1281 році обраний архієпископом Буржа. У 1282-90 році очолив чотири провінційні синоди. У 1285 році проводив похоронні церемонії короля Франції Філіпа III. 18 вересня 1294 року Папа Римський Целестин V призначив його кардиналом-єпископом Палестрини. Брав участь у конклаві 1294 року. Папа Боніфацій VIII послав його разом з кардиналом Берардом з Альбано, щоб посередити між королями Франції та Англії; ця місія провалилася. Незабаром після повернення з цього легата він помер в Орвієто.

## Джерело
- Konrad Eubel, Hierarchia Catholica, vol. I, Padwa 1960, s. 11, 37, 138